# آي كاجواليتيز دوت أورج
iCasualties.org (سابقا عدد ضحايا التحالف في العراق)، هو موقع ويب مستقل أسسته مهندس البرمجيات مايكل وايت في مايو 2003 لمتابعة عدد الضحايا في حرب أفغانستان والعراق
يجمع الموقع معلومات عن الخسائر التي تكبدتها القوة متعددة الجنسيات في العراق والقوة الدولية للمساعدة الأمنية في أفغانستان ويستخدم في ذلك تقارير الأخبارية والبيانات الصحفية التي تصدرها وزارة الدفاع الأمريكية وقيادة المنطقة الوسطى الأميركية والقوة متعددة الجنسيات ووزارة الدفاع البريطانية
ويعتبر هذا الموقع من المواقع الموثوقة 
وتستعين به العديد من الصحف ووكالات الأنباء كمصدر مثل النيو يورك تايمز، واشنطن بوست،أسوشيتد برس، صوت أمريكا وبي بي سي.
وقد ذكر وايت أنه يكلفه 500 دولار شهريا لصيانة الموقع، وأنه سيستمر في الحفاظ عليه طالما أنه يمكنه أن يستمر في جمع الأموال اللازمة لتغطية التكاليف 